# Säsong 2 av Teenage Mutant Ninja Turtles (1987)
Säsong 2 av Teenage Mutant Ninja Turtles (1987) är seriens andra säsong, och började sändas i syndikering den 1 oktober 1988. Första säsongen utgörs av en femdelad miniserie under namnet Heroes in a Half Shell. Teknodromen är under första säsongen belägen i Dimension X.

## Lista över avsnitt
| Nr |  | Titel                                                                        |  | Regissör  | Manus                                  |  |  | Originalvisning  |  | TV-kod |  |  |
| --- |  | ---------------------------------------------------------------------------- |  | --------- | -------------------------------------- |  |  | ---------------- |  | ------ |  |  |
| 6 |  | "Return of the Shredder" "Direkt från kloaken (video, Sun Studio)"           |  | Bill Wolf | David Wise, Patti Howeth, Christy Marx |  |  | 1 oktober 1988   |  | S02E01 |  |  |

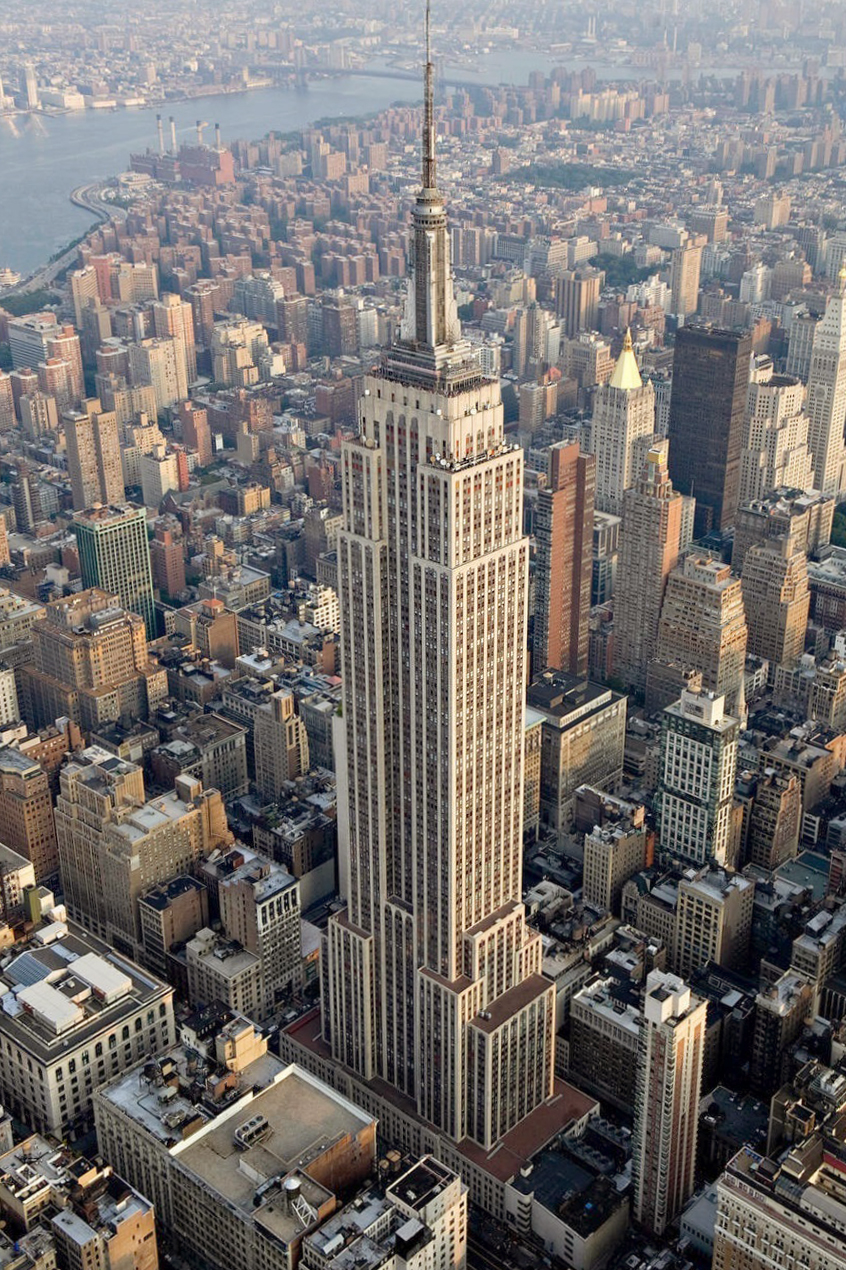
Skyskrapan Empire State Building, som Shredder krymper med den utomjordiska kristallen i "The Incredible Shrinking Turtles".

| I Dimension X går Krang med på att skicka tillbaka Shredder till Jorden, men utan hjälp från Krang, Bebop och Rocksteady eller Fotsoldater. Shreder tar över ledarskapet för en karateklubb, som iklädda sköldpaddskostymer begår brott, vilket leder till att sköldpaddorna målas ut som samhällets fiende nummer ett. Samtidigt blir Baxter Stockman fritagen av Shredder, och får i uppgift att bygga den utlimata råttfångaren, för att fånga Splinter. När sköldpaddorna skall frita sin sensei träffar de på de falska sköldpaddorna och besegrar dem. April kan slutligen i sitt nyhetsreportage visa i sitt nyhetsreportage att den falska sköldpaddsligan gripits av polisen. Noterbat: Första framträdandet för Irma och Tiffany. Vernons röst läses nu av Peter Renaday. |  |                                                                              |  |           |                                        |  |  |                  |  |        |  |  |
| 7 |  | "The Incredible Shrinking Turtles"                                           |  | Bill Wolf | Larry Parr                             |  |  | 8 oktober 1988   |  | S02E02 |  |  |
| En rymdfarkost från en främmande planet kraschar i Central Park. Sköldpaddorna räddar piloten, som uppmanar dem att hitta "de tre fragmenten av Sarnaths öga", det vill säga tre kristaller, innan de kommer i orätta händer. Till sin hjälp får de en kristallsökare (Crystal Converger), som leder dem till en soppråm vid hamnen. Shredder, som hela tiden legat gömd i buskarna och hört alltihop, följer efter dem och tar kristallen från dem. När han riktar den mot sköldpaddorna krymper de till någon decimeters höjd, men lyckas fly hem med kristallsökaren och be Splinter om hjälp. När Splinter och April söker efter Shredder, upptäcker de att han krymper skyskrapor (bland annat Empire State Building). Men Krang vill se sköldpaddorna infågade, och Baxter Stockman spårar upp dem med sin värmesökande sköldpaddssökare. Just när Shredder skall förgöra sköldpaddorna med järnrör, dyker April och Splinter upp. April lyckas rikta kristallen mot sköldpaddorna, så att de återfår sin normala storlek. Shredder och Baxter flyr dock med kristallen. Titelreferens: The Incredible Shrinking Man |  |                                                                              |  |           |                                        |  |  |                  |  |        |  |  |
| 8 |  | "It Came from Beneath the Sewers"                                            |  | Bill Wolf | Larry Parr                             |  |  | 15 oktober 1988  |  | S02E03 |  |  |
| Shredder har tappat bort kristallen, och med Krangs hjälp lokaliserar han den till ett nöjesfält utanför staden. Sköldpaddorna och April, som av sin kristallsökare letts till samma nöjesfält, försöker samla ihop pengar för att köpa kristallen av de småpojkar som hittat den. När Shredder finner pojkarna tar han kristallen från dem, och tillsammans med Baxter upptäcker han att kristallen får sporer från Dimension X att utvecklas till ett stort muterat växtmonster. Medan växtmonstret sprider sig i kloakerna och upp genom asfalten blir April tillfångatagen av Shredder genom en fälla, och sköldpaddorna skyndar till hennes undsättning. Medan de räddar henne flyr Baxter och Shredder än en gång med kristallen, medan sköldpaddorna kanr sig an monsterväxten. Titelreferens: It Came from Beneath the Sea |  |                                                                              |  |           |                                        |  |  |                  |  |        |  |  |
| 9 |  | "The Mean Machines"                                                          |  | Bill Wolf | Michael Reaves                         |  |  | 22 oktober 1988  |  | S02E04 |  |  |
| Medan sköldpaddorna kämpar mot bankrånare, finner Shredder det andra fragmentet och kopplar det till en dator. Med hjälp av datorn, som har en artificiell intelligens, skapar han kaos i staden då datorn får alla stadens maskiner att gå bärsärkagång. Sköldpaddorna och April O'Neil lyckas dock stänga av datorn precis i tid för att förhindra att den öppnar en dimensionsport till Dimension X. Shredder och Stockman undkommer dock återigen i tumultet. |  |                                                                              |  |           |                                        |  |  |                  |  |        |  |  |
| 10 |  | "Curse of the Evil Eye"                                                      |  | Bill Wolf | Martin Pasko                           |  |  | 29 oktober 1988  |  | S02E05 |  |  |
| Shredder har hittat alla tre fragment av Sarnaths öga, och fäster dem på sin hjälm. När sköldpaddorna ger sig av för att stoppa honom, faller Sarnaths öga snart i andra händer. Slutligen förintas Sarnaths öga. |  |                                                                              |  |           |                                        |  |  |                  |  |        |  |  |
| 11 |  | "The Case of the Killer Pizzas" "De läskiga pizzorna (video, Sun Studio)"    |  | Bill Wolf | Douglas Booth                          |  |  | 5 november 1988  |  | S02E06 |  |  |
| Krang skickar köttbulleliknande ägg till Shredder, ur vilka Xenomorphliknande utomjordiska varelser kommer. Baxter Stockman placerar äggen i sköldpaddornas pizzor, men snart springer monstren lösa i staden. Shredder och Baxter Stockman faller snart offer för sin egen plan. |  |                                                                              |  |           |                                        |  |  |                  |  |        |  |  |
| 12 |  | "Enter: the Fly" "Den farliga flugan (video, Sun Studio)"                    |  | Bill Wolf | Michael Reaves, Brynne Stephens        |  |  | 12 november 1988 |  | S02E07 |  |  |
| Shredder förmår Krang att skicka honom Bebop och Rocksteady, i utbyte mot Baxter Stockman. I Teknodromen kastar Krang in honom i utplånaren, men i sista sekunden smälts i stället hans DNA samman med en jordisk flugas (som flugit genom dimensionsporten) vilket leder till att Stockman blir en flugvarelse. Baxter Stockman återvänder till Jorden för att hämnas på Shredder, Shredder övertygar honom om att allt är sköldpaddornas fel. Under tiden har April mottagit en bukett "Duko-blommor" vars dödliga doft gör henne medvetslös, varpå Splinter sänder ut sköldpaddorna på jakt efter den enda växt som kan återställa henne, "Gazai". Shredder får tag på växten och använder den som lockbete för en kamp på liv och död på soptippen, vilken sköldpaddorna accepterar. Under kampen går Baxter i den fälla som Shredder, Bebop och Rocksteady gillrat för sköldpaddorna och förflyttas en sekund framåt i tiden, varpå sköldpaddorna får tag på växten medan Shredder flyr med sina kumpaner. Trivia: Avsnittet travesterar delvis den amerikanska skräckfilmen Flugan från 1986. |  |                                                                              |  |           |                                        |  |  |                  |  |        |  |  |
| 13 |  | "Invasion of the Punk Frogs" "Punkgrodorna anfaller (video, Sun Studio)"     |  | Bill Wolf | Michael Reaves                         |  |  | 19 november 1988 |  | S02E08 |  |  |
| Krang skickar Shredder en mutagenbehållare genom dimensionsporten, från Teknodromen i Dimension X till Jorden. Men en jonstorm i Dimension X stör dimensionsporten, och behållaren landar inte i New York som beräknat, utan i Okefenokeeträsket i Floridas Shredder reser dit för att leta efter behållaren, då han hittar den i Okefenokeeträsket. Mutagenet har spillts och fyra grodor blivit muterade och skrämt iväg en semestrande familj. Shredder tränar Punkgrodorna att begå inbrott och rån, och snart förväxlas de med sköldpaddorna. Myndigheterna sätter in en antisköldpaddsstyrka ledd av kapten Hoffman. Sköldpaddorna räddar Punkgrodorna, och förklarar att Shredder bara försökte utnyttja dem. De blir vänner och besegrar Shredder tillsammans, och därefter återvänder Punkgrodorna till Floridaträsken. |  |                                                                              |  |           |                                        |  |  |                  |  |        |  |  |
| 14 |  | "Splinter No More" "Splinter får problem (video, Sun Studio)"                |  | Bill Wolf | Michael Reaves, Brynne Stephens        |  |  | 26 november 1988 |  | S02E09 |  |  |
| Donatello hittar rester av mutagenet som en gång muterade sköldpaddorna, och Splinter. Med det muterar han Splinter tillbaka till människa (Hamato Yoshi). Samtidigt genomsöker Shredder på det kommunala biblioteket efter en bok med en trollformel som användes av en gammal kult i en övergiven tunnelbanestation under 1920-talet för att öppna dimensionsportar. Shredder lyckas hindra sköldpaddorna bland annat genom att Krang skickar honom en hjärnförvrängningsmaskin och ställer in den på mutanter, så att de börjar småbråka med varandra tills det övergår i slagsmål. Samtidigt ute på stan visar det sig att Splinters mutation bara hjälpte permanent, och snart börjar han förvandlas tillbaka till mutantråtta igen. Splinter överfalls av gäng, och medan vettskrämda folkmassor flyr jagas han av polisen, och tar sig ner i kloakerna igen. Där hittar han tunnelbanestationen där Shredder läser trollformeln, och får genom ett rop Shredder att öppna fel port. Ett stort monster från en främmande planet dyker upp och sköldpaddorna måste samarbeta med Shredder för att få monstret att förstöra hela stället genom att lura det att förstöra pelarna, och få taket att rasa ner så monstret dödas. Därefter förklarar Splinter att det inte gör något att mutationen inte lyckades, med tanke på hur människor behandlar varandra. |  |                                                                              |  |           |                                        |  |  |                  |  |        |  |  |
| 15 |  | "New York's Shiniest" "De starkaste i New York (video, Sun Studio)"          |  | Bill Wolf | Richard Merwin                         |  |  | 3 december 1988  |  | S02E10 |  |  |
| När stöldligor och gatuvåld gör staden osäker, arbetar polismyndigheterna med att bygga en experimentpolisrobot ("Rex-1") som på sikt skall ersätta de mänskliga polismännen. När Shredder får reda på det stjäl han ritningarna till roboten, och bygger en armé av egna robotar. |  |                                                                              |  |           |                                        |  |  |                  |  |        |  |  |
| 16 |  | "Teenagers from Dimension X" "Vänner från Dimension X (video, Sun Studio)"   |  | Bill Wolf | Michael Reaves                         |  |  | 10 december 1988 |  | S02E11 |  |  |
| Neutrinerna kommer ännu en gång till Jorden för att varna sköldpaddorna för Krang och Shredders senaste plan. När Shredder får reda på att neutrinernas stjärnkryssare har en dimensionsport försöker han komma åt den. |  |                                                                              |  |           |                                        |  |  |                  |  |        |  |  |
| 17 |  | "The Catwoman from Channel Six" "En allvarlig situation (video, Sun Studio)" |  | Bill Wolf | Richard Merwin                         |  |  | 17 december 1988 |  | S02E12 |  |  |
| Från sitt gömställe vid en lagerlokal i hamnkvarteren använder sig Shredder av Krangs materiatransportör för att teleportera Bebop och Rocksteady till stadens soptipp. När Bebop och Rocksteady snart hamnar i avloppen, misstänker sköldpaddorna något, och April ger sig av till Shredders gömställe för att undersöka saken. När April och en katt samtidigt utsätts för materiatransportörens strålning, korsas deras DNA och April förvandlas till en kattkvinna. Aprils väninna, sekreteraren Irma, kommer åt Aprils sköldpaddsradio och kontaktar sköldpaddorna. När Shredder fäster ett tankekontrollhalsband runt April, måste sköldpaddorna och Irma rädda Splinter innan det är för sent. |  |                                                                              |  |           |                                        |  |  |                  |  |        |  |  |
| 18 |  | "Return of the Technodrome" "Världens undergång (video, Sun Studio)"         |  | Bill Wolf | Michael Reaves                         |  |  | 24 december 1988 |  | S02E13 |  |  |
| Splinter ger sig av för sin årliga pilgrimsfärd, med fasta och meditation, medan Krang skickar Shredder en polaritetsdeflektor som skall fästas på kontrollpanelen i vattenkraftverket vid Niagarafallen, och skapa en dimensionsport stor nog att förflytta Teknodromen från Dimension X till Jorden. När kraftstationen dräneras på energi, drabbas New York av ett strömavbrott, vilket väcker April O'Neills och sköldpaddornas misstänksamhet. Efter att ha avlyssnat Krangs och Shredders meddelanden via sin sköldpaddsradio ger de sig av i luftskeppet mot Niagarafallen. Väl där hittar de Splinter, som noterat porten. Efter ett delvis misslyckat försök att leda om floden, och stoppa vattenfallen, återvänder Teknodromen genom porten. Krang använder Teknodromens borrningsmekanismer för att utlösa en jordbävning i New York, med hot om upprepning om invånarna inte evakuterar staden. Sköldpaddorna och Splinter bryter sig in i Teknodromen, och kopplar om dess borrningsmekanismer, och tar sig sedan därifrån. När Krang försöker utlösa nästa jordbävning, borrar sig i stället Teknodromen nedåt mot Jordens innandöme. |  |                                                                              |  |           |                                        |  |  |                  |  |        |  |  |

### Fotnoter
1. ↑  Mark Pellegrini (18 september 2012). ”Teenage Mutant Ninja Turtles (1987) Season 2 Review (Part One)” (på engelska). Adventures in Poor Taste. Arkiverad från originalet den 27 oktober 2015. https://web.archive.org/web/20151027111328/http://www.adventuresinpoortaste.com/2012/09/18/teenage-mutant-ninja-turtles-1987-season-2-review-part-one/. Läst 12 december 2015.
2. ↑  "Master Splinter" (14 februari 2012). ”1988 Original Fred Wolf Series – Episode 006 (Return of the Shredder)” (på engelska). Mutant Ooze. http://mutantooze.org/wiki/1988-original-fred-wolf-series-episode-006-return-of-the-shredder/. Läst 12 december 2015.
3. ↑  "Master Splinter" (14 februari 2012). ”1988 Original Fred Wolf Series – Episode 007 (The Incredible Shrinking Turtles)” (på engelska). Mutant Ooze. http://mutantooze.org/wiki/1988-original-fred-wolf-series-episode-007-the-incredible-shrinking-turtles/. Läst 12 december 2015.
4. ↑  "Master Splinter" (14 februari 2012). ”1988 Original Fred Wolf Series – Episode 008 (It Came from Beneath the Sewers)” (på engelska). Mutant Ooze. http://mutantooze.org/wiki/1988-original-fred-wolf-series-episode-008-it-came-from-beneath-the-sewers/. Läst 12 december 2015.
5. ↑  "Master Splinter" (14 februari 2012). ”1988 Original Fred Wolf Series – Episode 009 (The Mean Machines)” (på engelska). Mutant Ooze. http://mutantooze.org/wiki/1988-original-fred-wolf-series-episode-009-the-mean-machines/. Läst 12 december 2015.
6. ↑  "Master Splinter" (14 februari 2012). ”1988 Original Fred Wolf Series – Episode 010 (The Mean Machines)” (på engelska). Mutant Ooze. http://mutantooze.org/wiki/1988-original-fred-wolf-series-episode-010-curse-of-the-evil-eye/. Läst 12 december 2015.
7. ↑  "Master Splinter" (14 februari 2012). ”1988 Original Fred Wolf Series – Episode 011 (The Case of the Killer Pizzas)” (på engelska). Mutant Ooze. http://mutantooze.org/wiki/1988-original-fred-wolf-series-episode-011-case-of-the-killer-pizzas/. Läst 12 december 2015.
8. ↑  "Master Splinter" (14 februari 2012). ”1988 Original Fred Wolf Series – Episode 012 (Enter: the Fly)” (på engelska). Mutant Ooze. http://mutantooze.org/wiki/1988-original-fred-wolf-series-episode-012-enter-the-fly/. Läst 12 december 2015.
9. ↑  "Master Splinter" (14 februari 2012). ”1988 Original Fred Wolf Series – Episode 013 (Invasion of the Punk Frogs)” (på engelska). Mutant Ooze. http://mutantooze.org/wiki/1988-original-fred-wolf-series-episode-013-invasion-of-the-punk-frogs/. Läst 12 december 2015.
10. ↑  "Master Splinter" (14 februari 2012). ”1988 Original Fred Wolf Series – Episode 014 (Splinter No More)” (på engelska). Mutant Ooze. http://mutantooze.org/wiki/1988-original-fred-wolf-series-episode-014-splinter-no-more/. Läst 12 december 2015.
11. ↑  "Master Splinter" (14 februari 2012). ”1988 Original Fred Wolf Series – Episode 015 (New York's Shiniest)” (på engelska). Mutant Ooze. http://mutantooze.org/wiki/1988-original-fred-wolf-series-episode-015-new-yorks-shiniest/. Läst 12 december 2015.
12. ↑  "Master Splinter" (14 februari 2012). ”1988 Original Fred Wolf Series – Episode 016 (Teenagers from Dimension X)” (på engelska). Mutant Ooze. http://mutantooze.org/wiki/1988-original-fred-wolf-series-episode-016-teenagers-from-dimension-x/. Läst 12 december 2015.
13. ↑  "Master Splinter" (14 februari 2012). ”1988 Original Fred Wolf Series – Episode 017 (The Catwoman from Channel Six)” (på engelska). Mutant Ooze. http://mutantooze.org/wiki/1988-original-fred-wolf-series-episode-016-teenagers-from-dimension-x/. Läst 12 december 2015.
14. ↑  "Master Splinter" (14 februari 2012). ”1988 Original Fred Wolf Series – Episode 018 (Return of the Technodrome)” (på engelska). Mutant Ooze. http://mutantooze.org/wiki/1988-original-fred-wolf-series-episode-018-return-of-the-technodrome/. Läst 12 december 2015.